# Georges Monnier
Georges Monnier est un homme politique français né le 29 septembre 1796 à l'Île-d'Arz et décédé le 14 mai 1851 à Paris.

## Biographie
Avocat, il devient professeur, puis sous-principal du collège de Vannes. 
Il est député du Morbihan en 1849, siégeant à la droite conservatrice, mais meurt en 1851 avant la fin de la législature. 
Il est inhumé au cimetière de Boismoreau de Vannes.

## Sources
- « Georges Monnier », dans Adolphe Robert et Gaston Cougny, Dictionnaire des parlementaires français, Edgar Bourloton, 1889-1891 [détail de l’édition]